# ウーリー・ステック

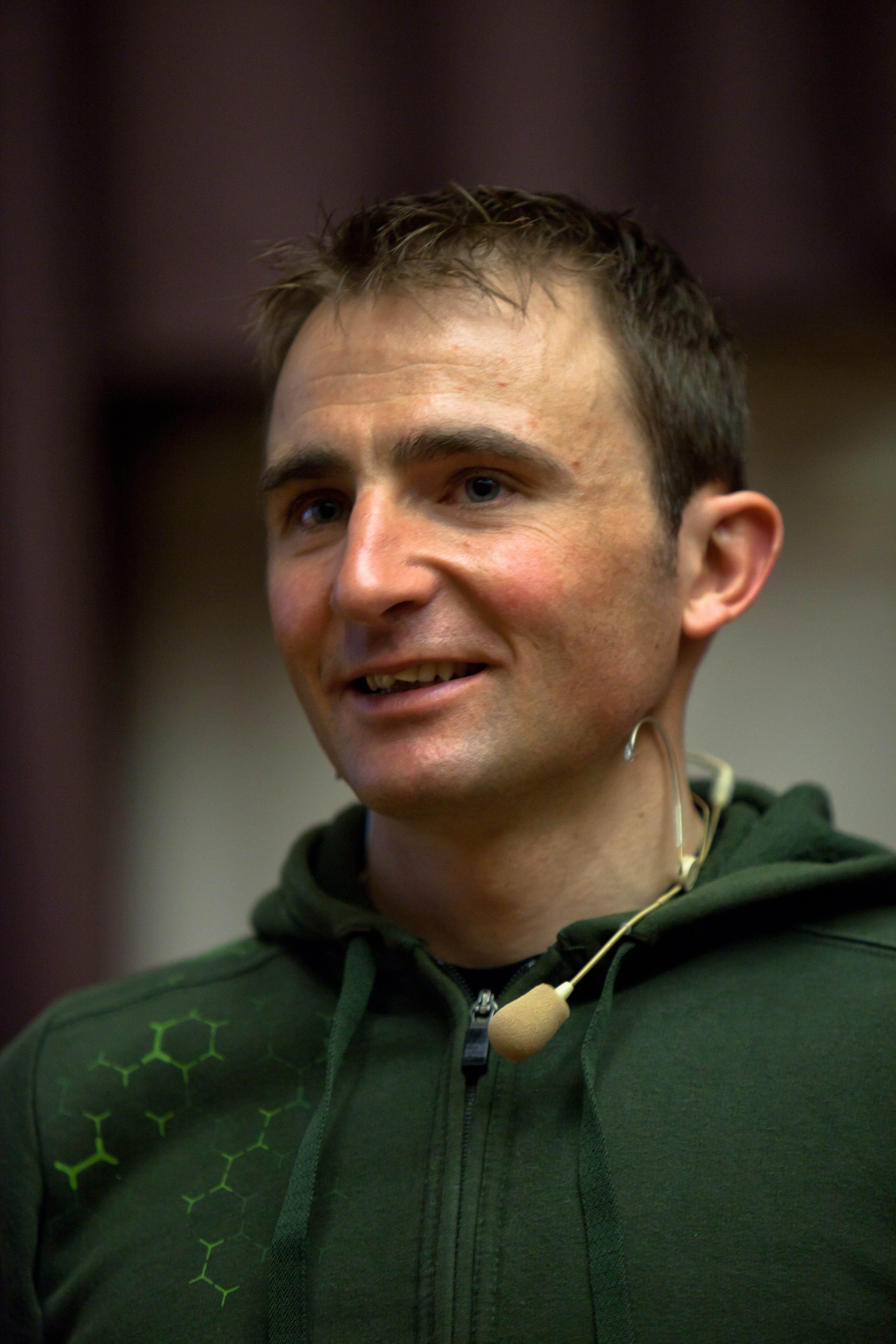
ウーリー・ステック 2012年

ウーリー・ステック（Ueli Steck、1976年10月4日 - 2017年4月30日）は、スイスの登山家。
アルプス三大北壁の最速登頂記録を持つ。卓越した登攀技術と、常人離れした高所耐性から、「スイスマシーン」の異名をとる。名前はウエリ・シュテックと表記されることもある。

## 主な登頂記録
- 2001年 プモリ西壁初登頂

アイガー北壁"The Young Spider"初登頂
- 2006年 ガッシャーブルムII峰北壁初登頂
- 2008年 アイガー北壁ソロ 最速登頂記録・2時間47分33秒

グランドジョラス北壁ソロ 最速登頂記録・2時間21分
- 2009年 マッターホルン北壁ソロ 最速登頂記録・1時間56分
- 2011年 シシャパンマ南西壁ソロ 10時間30分
- 2013年 アンナプルナ南壁ソロ
- 2015年 アイガー北壁ソロ 最速登頂記録更新・2時間22分50秒[3][4]

## エピソード
- 2008年2月13日、ほとんどのクライマーがチームを組んで、二日はかけて登頂するアイガー北壁（高さ1800m）に、単独、命綱無しで、わずか2時間47分33秒という驚異的なスピードで登頂した。2015年には、自身の記録を更新する2時間22分50秒で登頂した。
- 2008年5月、アンナプルナを登山中、スペイン人登山家のイニャキ・オチョア・デ・オルサ隊の遭難事故が発生した際には、自らのチャレンジを捨て遭難現場に急行。二人のうち一人は救助の甲斐なく死亡したものの、ウーリーの迅速な対応により一名は生還を果たした[5]。この救出活動は後に映画化され、日本でも2014年9月に公開された（「アンナプルナ南壁　7,400mの男たち」）[6]。この活躍が評価され、チームメイトのシモン・アンターマッテンとともに「プリ・クラージュ（Prix Courage）賞」を受賞した。
- 2012年5月にはエベレストの無酸素登頂に挑戦。登頂予定日には異常高温によるルート崩壊で待機していた登山家の大渋滞に巻き込まれ、デスゾーンで予定外の待機を余儀なくされるアクシデントが発生。同行のシェルパが力尽き撤退する状況の中、ウーリーは登頂に成功して生還を果たした[7]。
- 2013年4月、エベレストでシモーネ・モロ、ジョナサン・グリフィスと共にシェルパと乱闘事件を起こし、登頂を中止し下山することになった[8]。

- 2017年4月30日、エベレスト西稜からローツェへの縦走を計画。高所順応期間に近くのヌプツェを登っている途中、滑落して約1000メートル落下し死去した[9]。